# Michael Bezold
Michael Bezold (* 23. Mai 1972 in Bayreuth) ist ein deutscher Schach-Großmeister.

## Biografie
Michael Bezold wuchs in der Waischenfelder Pulvermühle auf und legte sein Abitur am Kaiser-Heinrich-Gymnasium in Bamberg ab.
Er arbeitet als Softwareentwickler und war nebenbei auch als Organisator von Schachturnieren aktiv. So fanden in der Pulvermühle internationale Veranstaltungen der Schachjugend statt, wie 2000, 2004 und 2006 die Fränkischen Großmeistertage oder Internationale Jugendschachtreffen. 1998 bis 2002 war er der Organisator des Pyramiden-Franken-Cups in Fürth und von 2006 bis 2013 organisierte Bezold das LGA-Open in Nürnberg.

## Schach
1989 gewann er die internationale deutsche Jugendmeisterschaft.
1990 und 1991 war er deutscher Jugendmeister. In dieser Zeit war der exzentrische Ex-Weltmeister Bobby Fischer für drei Monate im Hotel Pulvermühle der Familie Bezold in Waischenfeld untergetaucht. Sie verbrachten zusammen viel Zeit mit Schachanalysen, bevor Fischer nach seiner Entdeckung durch die Medien überstürzt abreiste, ehe 1993 auch Michail Botwinnik für eine Woche in der Pulvermühle war. Bezold nahm an zwei Juniorenweltmeisterschaften U20 teil: 1991 kam er in Rumänien auf Platz 21, 1992 wurde er in Argentinien Neunter. 1993 verlieh ihm die FIDE den Titel Internationaler Meister. 
Bezold spielte lange Zeit in der deutschen Schachbundesliga. Im Jahr 1993 erzielte er Turniererfolge in Budapest (First Saturday 02, 1.–3. Platz), beim Mephisto-Turnier (3./4. Platz) und beim Turnier Brno-B (1./2. Platz). Seine letzte erforderliche Norm für den Großmeistertitel erfüllte er mit einem 2. Platz beim Stockholmer Rilton-Cup im Januar 1998. Von 2000 bis 2002 war er Nachwuchstrainer des Deutschen Schachbundes. Er eröffnete die Blitzschachweltmeisterschaft 2024 gegen Magnus Carlsen und landete am Ende mit 6 Punkten auf Platz 128.
Er wurde mehrere Male Deutscher Vize-Meister im Blitzschach.

### Erfolge
1991 Gesamtdeutscher Jugendmeister
1993 Sieger im GM-Turnier Brünn
1995 Sieger im GM-Turnier New York
1996 Europäischer Hochschulmeister in Lille/Frankreich
1998 2. Platz Rilton Cup Stockholm
2004 Co-Sieger GM-Turnier Fränkische Großmeistertage
2004 Sieger Open Neuhausen

### Vereine
Als Jugendlicher war Michael Bezold Mitglied des Schachclubs Waischenfeld und wechselte am Ende seiner A-Jugendzeit zum SC 1868 Bamberg, für den er in der Schachbundesliga erstmals als Ersatzspieler in der Saison 1988/89 zum Einsatz kam und von 1989 bis 1992 Stammspieler war. Von 1992 bis 1995 spielte Bezold beim FC Bayern München, mit dem er 1993 und 1995 deutscher Mannschaftsmeister wurde. Von 1995 bis 1999 spielte er in der 2. Bundesliga beim SV Würzburg, von 1999 bis 2002 beim TSV Bindlach. Nachdem Bezold von 2002 bis 2005 beim Hamburger SK in der 1. Liga spielte, spielte er in der Saison 2005/06 beim SC Noris Tarrasch Nürnberg in der 2. Liga, vertrat von 2006 bis 2008 den TSV Bindlach-Aktionär in der Bundesliga und gehört seit 2008 erneut dem FC Bayern München an, der von 2008 bis 2011 und erneut seit der Saison 2013/14 in der 1. Liga spielt.
In der österreichischen Bundesliga spielt Bezold seit 1999 beim SK Hohenems und wurde mit diesem 2014 österreichischer Mannschaftsmeister.
In der britischen Four Nations Chess League spielte Bezold in der Saison 2000/01 bei Richmond. In Frankreich spielte er für Noyon und Straßburg. 2002 wurde er mit Hellir Reykjavik Isländischer Vizemeister.